# Harada Keisuke
Keisuke Harada (sinh ngày 11 tháng 6 năm 1988) là một cầu thủ bóng đá người Nhật Bản.

## Sự nghiệp câu lạc bộ
Keisuke Harada đã từng chơi cho Vegalta Sendai, Tochigi SC và FC Machida Zelvia.